# جاي جي. إم. رامزي
جاي جي. إم. رامزي (بالإنجليزية: J. G. M. Ramsey)‏ هو مؤرخ وشخصية أعمال أمريكي، ولد في 25 مارس 1797 في نوكسفيل في الولايات المتحدة، وتوفي في 11 أبريل 1884.